# Tête à Niouston
Tête à Niouston är en bergstopp i Schweiz. Den ligger i distriktet Aigle och kantonen Vaud, i den sydvästra delen av landet, 90 km söder om huvudstaden Bern. Toppen på Tête à Niouston är 1 940 meter över havet.